# Holka na hlídání
Holka na hlídání (v anglickém originále The Nanny Diaries) je americká filmová komedie z roku 2007. Režisérem filmu je duo Shari Springer Berman a Robert Pulcini. Hlavní role ve filmu ztvárnili Scarlett Johansson, Chris Evans, Laura Linneyová, Paul Giamatti a Nicholas Art.

## Obsazení
| Scarlett Johansson | Annie Braddock   |
| Chris Evans        | Hayden           |
| Laura Linneyová    | Alexandra X      |
| Paul Giamatti      | Stan X           |
| Nicholas Art       | Grayer Addison X |
| Donna Murphy       | Judy Braddock    |
| Alicia Keys        | Lynette          |
| Nina Garbiras      | Miss Chicago     |